# Costums de Lleida
Els Costums de Lleida (en llatí: Consuetudines Ilerdenses) foren una recopilació del dret lleidatà encarregada pels cònsols de la ciutat i realitzada pel també cònsol i jurista de la ciutat Guillem Botet el 1228 i que establiren el Costum. Foren el primer Còdex de dret local escrit a Catalunya, i recopilen no tan sols Costums escrits, sinó també la normativa atorgada pels reis a la ciutat, Estatuts, Bans que havien dictat els cònsols lleidatans i Usatges no escrits. Foren redactats amb la finalitat, tal com manifesta el mateix autor en el prefaci,
| « | […] d'eliminar qualsevol ocasió de fer mal a aquells que quan el costum els afavoria afirmaven que existia dit costum, però si, en un cas similar, s'esgrimia contra els seus interessos, aleshores negaven dit costum. | » |

| « | […] quibusdam occasio malignandi qui quando erat pro eis consuetudo et esse consuetudinem affirmabant. Si contra eos in consimili casu allegabatur non esse consuetudinem asserebant. | » |

Els Costums van romandre vigents per un període de quasi 600 anys, i van contribuir a la formació de la ciutat i de la societat civil lleidatana.
El text original en llatí Consuetudines Ilerdenses fou traduït al català durant el segle xiv.

## Rang
En les compilacions del dret català es recolliren les següents fonts del dret, segons aquest ordre de prelació:
1. Costums
2. Privilegis
3. Usatges
4. Lex Visigothorum
5. Lex romanorum